# Ninho
Ninho ([niɲo]), de son vrai nom William Nzobazola, est un rappeur, chanteur, auteur-compositeur et entrepreneur franco-congolais, né le 2 avril 1996 à Longjumeau dans l’Essonne. 
Détenteur du record français du nombre de singles certifiés (300 en 2023), il possède un total de 187 singles d'or, 90 de platine et 50 de diamant en 2023.

## Biographie

### Enfance
William Nzobazola naît le 2 avril 1996 à Longjumeau, dans le département de l'Essonne, de parents kino-congolais. Il est le fils du chanteur congolais Serge Kiambukuta et a deux sœurs aînées.
D'abord intéressé par le football et faible auditeur de musique, il commence à rapper à l'âge de 12 ans, en sixième année au collège, inspiré par les rappeurs de son quartier et de sa ville,. Il grandit notamment à Yerres, toujours dans l'Essonne, puis déménage à Nemours en Seine-et-Marne. Ninho est très discret et dévoile très peu sa vie privée.

### Carrière

#### Premières mixtapes (2013-2016)
Entre 2013 et 2016, Ninho publie trois mixtapes : Ils sont pas au courant Vol. 1 (2013), En attendant I.S.P.A.C 2 (Ils sont pas au courant 2, 2014) et I.S.P.A.C 2 en 2016.

#### M.I.L.S: début du succès (2016)
Le 26 octobre 2016, l'artiste sort une nouvelle mixtape intitulée M.I.L.S (Maintenant ils le savent). M.I.L.S sera certifiée triple disque de platine avec plus de 300 000 ventes.

#### Comme prévu(2017)
Ninho publie son premier album studio intitulé Comme prévu le 8 septembre 2017. Le disque se classe numéro un en France des ventes fusionnées (physiques, téléchargements et streaming) dès la semaine suivante avec 30 843 équivalent ventes.
Deux semaines après sa sortie, Comme prévu est certifié disque d'or. Moins d'un mois après, l'album est certifié platine puis double platine début décembre 2017. En avril 2018, Comme prévu devient triple disque de platine avec plus de 300 000 équivalents ventes. L'album dépasse par la suite le cap des 400 000 exemplaires vendus. Parmi les chansons figurant sur l'album, Caramelo fut supprimée de toutes plateformes de streaming légales car sa partie instrumentale était similaire à celle de la chanson Anything You Synthetise du groupe The American Dollar (en).
Ninho collabore avec Sadek sur le single Madre Mia qui connaît un franc succès et est certifié single de diamant.
L'album est finalement certifié disque de diamant en mars 2022.

#### M.I.L.S 2.0(2018)
Le 30 mars 2018, le chanteur publie la mixtape M.I.L.S 2.0. Elle rencontre un certain succès en France en se classant à la 2e position des charts. M.I.L.S 2 est officiellement certifiée triple disque de platine par le SNEP avec plus de 300 000 équivalent-ventes.
Toutes les chansons de cette mixtape sont rentrées dans le Top streaming. Le titre Un Poco est ainsi certifié single de diamant pour 50 millions de streams tandis que Fendi est certifié single de platine avec 30 millions de streams.
Outre cette mixtape, « N.I » prend aussi d'assaut le domaine des featurings. Il réalise pas moins de 14 collaborations au cours de l'année. Le titre Air max en duo avec Rim'k rencontre un grand succès : il est certifié single de diamant et compte plus de 129 millions de vue sur Youtube[réf. nécessaire]. Ma 6té a craqué, en duo avec Kpoint, ainsi que Longue vie de Sofiane en featuring avec Ninho et Hornet la Frappe sont tous deux certifiés single de platine. Plusieurs autres featurings ont obtenu diverses certifications.

#### Destin(2019)
Le 23 février 2019, il sort le clip Goutte d'eau, premier extrait de son prochain album.
Le 22 mars 2019, Ninho sort son album Destin. L'album inclut 18 morceaux dont 7 en collaboration avec d'autres artistes comme Niska, Dadju ou encore Jul. Deux jours avant sa sortie, Ninho installe, en collaboration avec Deezer, des tapis de marche devant la gare Saint-Lazare permettant d'écouter quatre morceaux inédits en marchant à un rythme normal.
La veille de la sortie de Destin, le clip de Paris c'est magique est publié sur YouTube, il dépasse le million de vues en moins de sept heures,. En une semaine, Destin est vendu à plus de 50 000 exemplaires et certifié disque d'or. Trois semaines après sa sortie, l'album est certifié disque de platine en atteignant les 100 000 exemplaires vendus. Début juin, il est certifié double disque platine en atteignant les 200 000 exemplaires vendus. Destin est l'album français le plus écouté de l'année sur les plateformes Spotify et Deezer. Toutes les chansons figurant sur cet album sont certifiées.
En septembre 2019, l'album est certifié triple disque de platine. En octobre 2019, Ninho, pour l'ensemble de sa discographie, dépasse le million d'exemplaires vendus. À la fin de l'année, le rappeur est l'artiste français le plus écouté de l'année sur l'ensemble des plateformes de streaming. En octobre 2020, soit un an et demi après sa sortie, l'album est certifié disque de diamant en passant le cap des 500 000 ventes, il s'agit du premier disque de diamant dans la carrière de Ninho.
En mai 2023, La vie qu'on mène devient, le premier titre solo de rap français à franchir la barre des 200 millions de streams.

#### M.I.L.S 3.0(2020)
Fin janvier 2020, Ninho dévoile un extrait d'un morceau de sa future mixtape M.I.L.S 3.0. Fin février, Ninho dévoile un nouvel inédit sur Instagram. Début mars, il dévoile un nouveau morceau de la mixtape, qui est publiée le 7 mars. En un jour, elle s'écoule à 9 145 exemplaires et le morceau Lettre à une femme se hisse dans le top mondial (à la 76e place) de la plateforme Spotify.
Au bout d'une semaine d'exploitation, M.I.L.S. 3.0 s'est écoulé à 41 645 exemplaires (40 574 en streaming et 1 170 en téléchargement). La chanson Lettre à une femme bat le record du titre le plus streamé en 24 heures et en une semaine sur Spotify en France et se classe cinquième du Top mondial sur Deezer,. Un jour après, la mixtape passe le cap des 50 000 ventes synonyme du disque d'or toujours sans le physique. Le single Lettre à une femme devient le titre à recevoir le plus rapidement une certification en France (single d'or au neuvième jour de sa sortie). La mixtape devient disque de platine un mois après sa sortie. En août, la mixtape est certifiée double disque de platine. Le 30 octobre, il sort la réédition de M.I.L.S. 3.0 avec six nouveau titres inédits.
Quelques jours plus tard, le rappeur déclare vouloir faire une pause jusqu'en 2022. Le 11 novembre, il sort le clip Problèmes du matin, extrait de la réédition de M.I.L.S 3. Le 16 décembre, il sort le clip Tout en Gucci, nouvel extrait de la réédition de M.I.L.S 3.
Le 11 janvier 2021, la mixtape est classée deuxième album le plus vendu en France en 2020 toutes catégories confondues, dans le classement Top 200 Albums édité par le SNEP, derrière VersuS de Vitaa et Slimane et devant Les Derniers Salopards de Maes,. Le 13 janvier 2021, la mixtape est certifiée triple disque de platine.
En mars 2021, Ninho devient le premier artiste français à passer les 100 singles d'or en France.
Elle est certifiée disque de diamant en juillet 2022, le troisième dans la carrière de Ninho, rejoignant ainsi Gims, Soprano et Nekfeu, les seuls artistes dans l'histoire du rap français à avoir atteint ce chiffre.

#### Jefe(2021)
En novembre 2021, soit un an et un mois après la réédition de son dernier projet, il annonce son retour avec un nouvel album intitulé Jefe pour le 3 décembre 2021. Un projet de quinze titres sans aucune collaboration. L'album devient disque d'or en cinq jours. En une semaine, il s'écoule à 66 685 exemplaires, signant le meilleur démarrage de la carrière de l'artiste. L'album est certifié triple disque de platine en avril 2022. En août 2023, Jefe est certifié disque de diamant, le quatrième de sa carrière. Il est ainsi le seul rappeur de l'histoire à avoir réalisé cet exploit. Avec ce même album, il devient le premier rappeur solo à obtenir un disque de diamant sans le moindre featuring
L'année 2022 est l'une des deux seules années sans projet de Ninho, avec 2015. Mais le rappeur n'a pas chômé pour autant, posant sa voix sur une dizaine d'apparitions, dont La Marseillaise de Heuss l'Enfoiré et Carolina de Redvolution (tous deux singles d'or). Il apparaît en outre sur les projets de Gazo, Dinos, Niska et Werenoi.
En juillet 2022, Lors de l'obtention de son 35ème single de diamant en France il devient le premier artiste français, tous genres confondus, à passer ce palier.
En septembre 2022, Ninho devient, à 26 ans, le plus jeune artiste à remplir La Défense Arena de Nanterre, qui est avec ses 40 000 places la plus grande salle de concert du continent européen.

#### NI(2023)
Ninho fait quelques apparitions début 2023, notamment sur le hit C'est carré le S avec Naps et Gazo, sur Ciao de Werenoi, ou encore sur Jolie de Gaulois, mais ne publie rien lui-même. Après une série de trois freestyles, LVL UP, entre le 2 et le 22 mai 2023, Ninho annonce le 7 juin 2023 la sortie de son prochain album, NI, le 30 juin. Un premier extrait du projet, 25G, est disponible à la même date.
Pour son quatrième album, composé de seize titres et d'un bonus pour les versions physiques, Ninho se penche à l'international et invite Central Cee (Angleterre), Lil Baby (Etats-Unis), Omah Lay et Ayra Starr (tous deux Nigéria). Le lundi suivant la sortie, le 3 juillet, il totalise près de 18 400 ventes. Le vendredi 7 juillet sort l'extension de son album, avec cinq titres supplémentaires présentés en exclusivité sur l'émission Planète Rap. Le 13 juillet, l'album est certifié disque d'or.
Au cours de la semaine du 10 au 16 juillet, Ninho comptabilise plus de 60 millions de streams sur Spotify sur l'ensemble de ses titres. C'est la première fois qu'un rappeur francophone réalise cet exploit. 
Le 26 septembre 2023, Ninho est le premier et seul rappeur français à compter cinq projets dont tous les titres ont été certifiés en France. Ce sont les morceaux de Comme prévu (15), M.I.L.S II (14) , Destin (18), M.I.L.S III (17) et Jefe (15).
En novembre 2023, Ninho devient le premier artiste français à passer les 100 singles de platine en France.
Le 31 janvier 2024, Ninho annonce son premier Stade de France avec le morceau 3 mai 2025, qui reprend la date du concert. Mises en vente le lendemain à 10 h 0, les 80 000 places trouvent preneur en six heures seulement,. Une semaine plus tard, Ninho annonce un second concert le 2 mai (cette fois-ci sold out en moins de deux heures). Il deviendra le troisième rappeur à s'y produire, après Gims (2019), et Booba (2022), mais le premier à le remplir deux soirs consécutifs,.

#### GOATavec Niska (2024)
Le 25 octobre 2024, Ninho et Niska sortent l'album commun GOAT. Le projet compte quinze titres dont une collaboration avec Koba LaD.

#### Stade de France (2025)
Les 2 et 3 mai 2025, Ninho se présente au Stade de France et devient le premier rappeur francophone à remplir deux soirs de suite l’arène de Saint-Denis,. Son premier concert, qui a duré près de trois heures, a accueilli de nombreux artistes dont Rim'K, Niska, La Fouine, Dadju, Alonzo, Vegedream, Leto ou encore Fally Ipupa. Au total, ce sont plus de 160 000 personnes qui ont assisté aux deux concerts du rappeur parisien,,.

### Vie personnelle
Le chanteur congolais Serge Kiambukuta qui est le père de Ninho, décède d'un cancer de la gorge le 1er mai 2022 à l’hôpital Henri Mondor à Créteil.

## Autres projets

### NI- Marque de vêtements
Depuis novembre 2020, Ninho dispose de sa propre marque de vêtements, NI, où il propose principalement des survêtements et des vestes, mais également toutes sortes d'habits et accessoires.

### BB Vodka- Marque de vodka
Début juin 2023, Ninho annonce la création de sa propre marque de vodka, intitulée BB Vodka, après plusieurs années de travail en coulisses. Déjà dans le morceau VVS de l'album Jefe sorti en 2021, il disait « En esprit-gui, j’sors ma vodka, j’fais comme P.Diddy. Distille en Polognе, j’attends treize-millеs bouteilles à midi ». Les bouteilles sont disponibles dans le commerce quelques jours plus tard.

### Jefe Burger- Restaurant de burgers
Le 1er juillet 2023, Ninho ouvre son premier restaurant de burgers, le Jefe Burger, à proximité directe de l'Arc de Triomphe, à Paris. Il travaille avec le chef cuisinier Xavier Pincemin, qui a remporté le programme télévisé Top Chef en 2016,.

### N'joy- Restaurant gastronomique
Au mois d'avril 2024 ouvre le restaurant N'joy sur les Champs-Elysées. Il y propose des plats gastronomiques, des cocktails et des desserts, notamment.

### Le Binks- Barbershop
En novembre 2017, Ninho ouvre le barbershop
Le Bink's en 
Essonne, précisément à la Place du 14 juillet de
Vigneux-sur-Seine,.

### Promoteur Adidas
En juillet 2023, Ninho est annoncé comme nouveau promoteur de la marque allemande de sportswear Adidas.

### Ambassadeur EA Sports FC 24
Ninho est l'ambassadeur officiel du jeu vidéo EA Sports FC 24, qui se veut être le remplaçant de la série FIFA. Son morceau Eurostar en featuring avec Central Cee fait partie de la bande son du jeu depuis septembre 2023.
De plus, Ninho a pu concevoir en décembre un ensemble d'accessoires, notamment un maillot aux couleurs de Jefe, sa marque de vêtements. Ils ont été également réalisés, en quantité limitée, en collaboration avec Adidas. Les maillots virtuels sont disponibles dans le mode Ultimate Team, avec des objectifs de jeu au nom de Ninho, permettant de remporter des écussons à son effigie,.

## Discographie
Ninho est l'artiste français détenant le plus de singles certifiés, avec 160 singles d'or, 90 singles de platine et 50 singles de diamants en août 2023, pour un total de 300.
Il a sorti six mixtapes et quatre albums studios. Cinq de ses projets sont certifiés diamant : les mixtapes M.I.L.S 2.0 et M.I.L.S 3.0, ainsi que les albums Comme prévu, Destin etJefe. En juillet 2025, il devient le premier rappeur français de l'histoire à passer ce cap. Les autres certifications de ses projets sont platine simple (NI) et double (M.I.L.S).

### Mixtapes
- 2013 : Ils sont pas au courant Vol.1
- 2014 : En attendant I.S.P.A.C. 2
- 2016 : I.S.P.A.C. 2
- 2016 : M.I.L.S
- 2018 : M.I.L.S 2.0
- 2020 : M.I.L.S 3.0

### Albums studios
- 2017 : Comme prévu
- 2019 : Destin
- 2021 : JEFE
- 2023 : NI

## Filmographie

### Série télévisée
- 2020 : Validé de Franck Gastambide : lui même

## Distinctions
| Année | Cérémonie        | Travail nommé                            | Catégorie                         | Résultat |
| ----- | ---------------- | ---------------------------------------- | --------------------------------- | -------- |
| 2022  | NRJ Music Awards | Alonzo feat. Ninho & Naps - Tout va bien | Social Hit                        | Lauréat  |
| 2024  | Les Flammes      | Freestyle LVL Up Vol. 1                  | Flamme du morceau performance rap | Lauréat  |